# Helga Barth
Helga Margarete Barth (geb. 4. Juli 1961 in Nürnberg) ist eine deutsche Diplomatin, die seit August 2024 die Deutsche Botschaft Hanoi in Vietnam leitet.

## Ausbildung
Im Jahr 1980 erwarb Helga Barth die Allgemeine Hochschulreife. 
Von 1980 bis 1990 studierte sie Sinologie und Neuere deutsche Literaturwissenschaft und Geschichte in Erlangen, Bonn, an der Shandong-Universität in Jinan, China sowie an der Uni Tübingen. Sie schloss das Studium mit dem Master ab. 1991/1992 absolvierte sie ein Postgraduiertenstudium East Asian Studies am Asia Department der Cornell University Ithaka.

## Diplomatische Aufgaben
Die folgende Chronologie gibt einen Überblick über die Etappen des diplomatischen Werdegangs von Helga Barth im Dienst des Auswärtigen Amtes:
- 1992–1995: Auswärtiges Amt, Berlin
- 1995–1999: Mitarbeiterin an der deutschen Botschaft in Tokio
- 1999–2001: Ständige Vertretung der Leitung im Generalkonsulat Kanton Guangzhou, Volksrepublik China
- 2001–2005: Auswärtiges Amt, Berlin
- 2005–2008: Mitarbeiterin an der Deutschen Botschaft Ankara
- 2008–2010: Stellvertretende Referatsleiterin Planungsstab, Auswärtiges Amt, Berlin
- 2010–2015: Stellvertretende Referatsleiterin im Bundeskanzleramt, ab 2011 Referatsleiterin Asien, Afrika, Naher und Mittlerer Osten sowie für Lateinamerika
- 2015–2019: Leiterin der Politischen Abteilung der Deutschen Botschaft in Washington, D.C.
- 2019–2023: Unterabteilungsleiterin in der Abteilung für Vereinte Nationen, Auswärtiges Amt, Berlin

Zur Vorbereitung auf ihren Einsatz als Botschafterin in Vietnam nahm Helga Barth 2023/2024 an einem Intensivsprachkurs Vietnamesisch teil. − Im Juli 2024 wurde sie offiziell als Botschafterin berufen und überreichte am 12. August 2024 im Präsidentenpalast in Hanoi ihre Akkreditierungsurkunde an den vietnamesischen Präsidenten Tô Lâm.
Das Auswärtige Amt formulierte die Aufgaben für Barth in Vietnam so:
„Zu ihren Aufgaben gehört es, die bilateralen Beziehungen zwischen Vietnam und Deutschland auf allen Gebieten zu fördern und auszubauen. Dazu hält sie engen Kontakt mit der vietnamesischen Regierung sowie mit führenden Persönlichkeiten aus Politik, Wirtschaft, Wissenschaft, Medien und Kultur.“ Sie repräsentiert die deutsche Bundesregierung bei wichtigen Veranstaltungen. Dazu zählt seit Herbst 2024 die Vorbereitung von Feierlichkeiten für das Jahr 2025, in dem das 50-jährige Bestehen der diplomatischen Beziehungen zwischen beiden Ländern festlich begangen werden soll.
Aus ihrer Antrittsrede geht hervor, dass Barth sich für die Gründung einer deutschen Schule in Hanoi einsetzen und damit die Zusammenarbeit auf dem Gebiet der Bildung und Erziehung weiter voranbringen wird.
Zum konsularischen Amtsbezirk von Barth in Vietnam gehören außer der Botschaft in der Hauptstadt alle Provinzen mit Ausnahme des Generalkonsulats in Ho-Chi-Minh-Stadt und den diesem zugewiesenen 33 Provinzen.

## Privates
Barth ist verheiratet und hat zusammen mit ihrem Partner zwei Kinder. Sie spricht Deutsch, Chinesisch und Englisch.